# 4962 Vecherka
4962 Vecherka је астероид главног астероидног појаса чија средња удаљеност од Сунца износи 2,606 астрономских јединица (АЈ).
Апсолутна магнитуда астероида је 12,3.